# Středosibiřská vysočina
Středosibiřská vysočina (rusky Среднесибирское плоскогорье, Srednesibirskoe ploskogor'e, jakutsky Орто Сибиир хаптал хайалаах сирэ, Orto Sibiir haptal hajalaah sirè) je rozsáhlá oblast vrchovin a náhorních plošin na střední Sibiři mezi řekami Jenisej a Lena.

## Geografie
Středosibiřská vysočina má rozlohu téměř 2 mil. km². Na severu ji ohraničuje Severosibiřská nížina s bažinatou Tajmyrskou sníženinou, která leží na jih od velkého poloostrova Tajmyr. Na západě končí řekou Jenisej, za níž se táhne až k Uralu Západosibiřská rovina. Na východě ji Středojakutská nížina podél řeky Leny odděluje od Verchojanského pohoří, které je počátkem Východosibiřské vysočiny. Na jihu je ohraničena pásmy Východního Sajanu, Bajkalského a Stanového pohoří.

## Členění
- krjaž Hara-Tas (кряж Хара-Тас)
- Anabarské plato (Анабарское плато)
- plato Putorana (плато Путорана)
- krjaž Bukočan (кряж Букочан)
- plato Jaktali (плато Яктали)
- Tungusskoje plato (Тунгусское плато)
- plato Syverma (плато Сыверма)
- Viljujské plato (Вилюйское плато)
- Centraľno-Tungusskoje plato (Центрально-Тунгусское плато)
- Jenisejský krjaž (Енисейский кряж)
- Priangarskoje plato (Приангарское плато)
- Kovinský krjaž (Ковинский кряж)
- Angarský krjaž (Ангарский кряж)
- Leno-Angarskoje plato (Лено-Ангарское плато)
- Prilenskoje plato (Приленское плато)